# 514
514 (DXIV) fue un año común comenzado en miércoles del calendario juliano, en vigor en aquella fecha.
En el Imperio romano, el año fue nombrado el del consulado de Casiodoro sin colega, o menos comúnmente, como el 1267 Ab urbe condita, adquiriendo su denominación como 514 al establecerse el anno Domini por el 525.

## Acontecimientos
- Rebelión en el Imperio bizantino, liderada por Vitaliano.
- En una carta remitida, el papa Símaco no pone objeciones especiales a los obispos de Hispania o la Galia que quieran visitarlo, asimismo ordena al obispo Cesáreo de Arlés que vigile los asuntos eclesiásticos tanto de la Galia como de Hispania.
- San Hormisdas sucede a San Símaco como papa.

## Fallecimientos
- San Símaco, papa de la Iglesia católica.